# Muhammad al-Dschawād

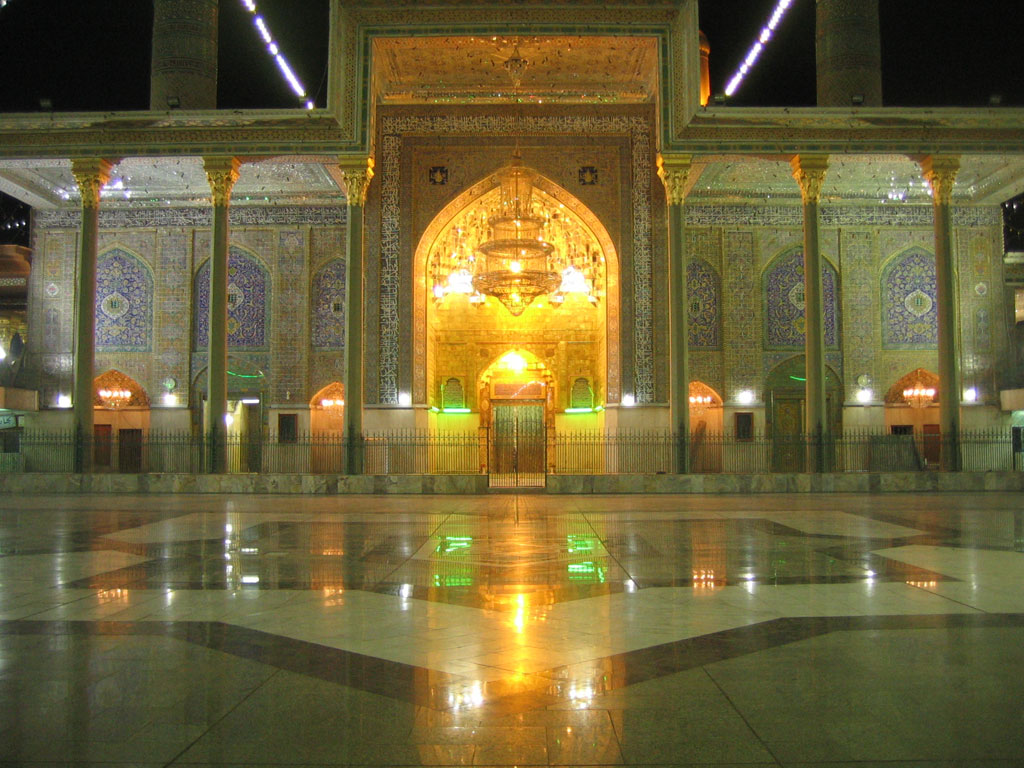
Eingangsbereich zum Schrein von Muhammad al-Dschawad, al-Kazimiyya in Bagdad

Muhammad ibn ʿAlī ibn Mūsā at-Taqī al-Dschawād (arabisch محمد بن علي بن موسى التقي الجواد; * 12. April 811; † 27. November 835) war der neunte Imam nach dem Glauben der Zwölferschiiten (Imamiten) und somit ein direkter Nachfahre des Propheten Mohammed. Sein Geburtsname war Muhammad ibn Ali ibn Musa.
Muhammad at-Taqi wurde in Medina als Sohn des Imams Ali ar-Rida und einer nubischen Sklavin geboren. Trotz seines Alters von nur 9 Jahren übernahm er nach dem Tod des Vaters die Nachfolge seines Vaters als Imam. Er lebte lange Jahre in Bagdad unter der Protektion seines späteren Schwiegervaters, des Kalifen al-Ma'mun. Er geriet in Konflikt mit dessen Nachfolger al-Mutasim und wurde angeblich ermordet.
Er liegt zusammen mit seinem Großvater Imam Mūsā al-Kāzim in al-Kazimiyya, einem heutigen Vorort von Bagdad, begraben.

## Seine Namen und Beinamen
ʿAlī ibn Mūsā ar-Ridā gab seinem Sohn Muhammad al-Dschawād den Beinamen Abū Dschaʿfar", genau wie der Beiname seines Großvaters Imam Muhammad al-Bāqir.
Zwischen den beiden wird oftmals differenziert, indem man Abū Dschaʿfar al-Awwal (arab. der Erste) für Muhammad al-Baqir und Abū Dschaʿfar ath-Thānī (arab. der Zweite) für Muhammad al-Dschawād nutzt.
| Seine Zunamen             | Bedeutung                            |
| ------------------------- | ------------------------------------ |
| al-Dschawād (الجواد)      | Der Großzügige                       |
| at-Taqī (التقي)           | Der Fromme; Der Gottesfürchtige      |
| al-Qāniʿ (القانع)         | Der Zufriedene                       |
| al-Murtadā (المرتضى)      | Derjenige, mit dem man zufrieden ist |
| ar-Radī (الرضي)           | Der Zufriedene                       |
| al-Muchtār (المختار)      | Der Auserwählte                      |
| al-Mutawakkil (المتوكل)   | Der sich (auf Gott) Verlassende      |
| az-Zakī (الزكي)           | Der Reine                            |
| Bāb al-Murād (باب المراد) | Tor der Wünsche und Hoffnungen       |

## Über seine Geburt
Geboren im Medina im Jahre 195 n.H. (811 n. Chr.) als Sohn des Imam Ali ibn Musa al-Rida und seiner Mutter, die ehemalige Sklavin (Umm Walad), war Muhammad at-Taqi(arabisch. "Der Gottesfürchtige") bereits sehr früh eine angesehene Person in der islamischen Welt.  Über seine Mutter sind mehrere Namen bekannt:
1. Al-Khayzuran (Chayzuran), die von Imam Ali al-Ridha so genannt wurde. Ihr eigentlicher Name soll Durrah  sein.
2.Sukaynah al-Nawbiyyah oder al-Murayssiyyah, wie es von Historikern berichtet wird. Es wird behauptet, dass ihre Blutlinie bis zu Maria al-Qibtiyya, der Frau des Propheten Mohammed, reicht.
3. Ihr Name war Rayhanah.
4. Ihr Name war Sabikah.
Aufgrund der Unstimmigkeiten bezüglich ihres Namens lassen einige Historiker ihren Namen unerwähnt und bezeichnen sie schlichtweg als Umm ul-Walad (arab. „Mutter des Jungen“).
Ali ibn Musa al-Ridha bat seine Schwester Hakimah bint Imam Musa bin Ja’afar al-Kadhim darum, solange bei seiner schwangeren Frau zu bleiben, bis die Geburt des Muhammad al-Taqi eintrat. Hakimah ging jeder Bitte ihres Bruders nach. Als die Geburt bevorstand, bat Imam Ali al-Ridha seine Schwester darum gemeinsam mit einer Hebamme zu erscheinen. Er machte eine Leuchte im Haus an und erwartete erfreut das großartige Neugeborene. Es dauerte nicht lange, bis die ehemalige Sklavin „Umm ul-Walad“ eine bedeutende Persönlichkeit mit großem Intellekt und besonderen Charaktereigenschaften zur Welt brachte.
Große Freude und Glück überkamen den Vater bei der Geburt seines neugeborenen Sohnes. So wird berichtet, dass er sagte: „Das Gleichnis von Moses, Sohn des Imran, der Spalter des Meeres, und das Gleichnis von Jesus, Sohn der Mariah, gesegnet sei die Mutter, die ihn zur Welt brachte…wurde ebenso mir geboren.“ Zu seinen Gefährten sagte er: „Allah bereicherte mich mit einem, der mich beerben wird und die Kinder Davuds beerben wird …“. Mit dieser und mit vielen weiteren Aussagen machte Ali al-Ridha der Gesellschaft klar, dass Muhammad al-Taqi der ihm nachfolgende Imam wird.

## Seine Kindheit und sein Leben
Muhammad al-Taqi lebte unter den Flügeln seines Vaters für eine nur kurze Zeitspanne von sieben Jahren. In diesem jungen Alter zeigte er jedoch bereits Anzeichen hoher Intelligenz und besonderer Talente und verwunderte damit die Gemüter der Menschen, die ihn umgaben und erlebten. Genau wie sein Vater  verinnerlichte er besondere Tugend und eine hohe Moral sowie seine vielfältigen Werte als Fackel der Führung und das Erwecken der islamischen Gesellschaft.
Muhammad al-Dschawad beteiligte sich an den Freuden seiner Mitmenschen und ihrem Leid, tröstete sie in ihren Notlagen und Desastern und half den Schwachen und den Armen. Durch diese Nächstenliebe und durch seine Wohltaten gewann Muhammad al-Dschawad die Herzen und die Zuneigung der Menschen.
Von seinem Vater lernte der junge Muhammad die Religion des Islam, erbte sein gesamtes Wissen und war schon in sehr jungem Alter für die Angelegenheiten und Aufgaben seines Vaters zuständig, besonders jene in Medina.
Historiker berichten, dass Muhammad al-Dschawad den Dienern Befehle und Verbote erteilte und kein einziger sich ihnen jemals widersetzte oder ihn  kritisierte. Sein Vater war mit allem zufrieden, was der kleine Muhammad al-Dschawad tat.
Aus Chorasan (ehem. Provinz im Iran) sandte sein Vater einen Brief an seinen Sohn mit folgendem Inhalt:
„ Oh Abu Ja’far (Beiname von Muhammad al-Jawad)! Ich wurde darüber informiert, dass wenn du mit deinem Gaul reiten gehen möchtest, die (befreiten) Sklaven dich aus dem kleinen Tor des Gartens das Haus verlassen lassen. Dies tun sie aufgrund ihrer Knauserigkeit, da sie befürchten, dass jemand eine Wohltat (Almosen) von dir erhält! Bei meinem Recht bitte ich dich also darum, dass du das Haus weder betreten noch verlassen sollst, außer durch den Haupteingang. Wann auch immer du rausgehen möchtest, trag etwas Gold und Silber mit dir. Niemand sollte dich um etwas bitten, ohne dass du es ihm geben könntest. Wenn einige deiner Onkel dich darum bitten ihnen freigiebig zu sein, gib ihnen nicht weniger als fünfzig Dinare, und du kannst ihnen sogar mehr geben, wenn du dies möchtest. Wenn einige deiner Tanten dich (um Geld) bitten, gib ihnen nicht weniger als fünfzig Dinare, und du kannst ihnen auch mehr geben, wenn du möchtest. Ich möchte, dass Allah dich (im Rang) erhöht, darum gib (Almosen) und fürchte nicht die Knauserigkeit des Herren des Thrones…“
Freigiebigkeit und Wohltätigkeit gegenüber den Schwachen und Armen gehörte zur Natur von Ali al-Ridha und Muhammad al-Dschawad. Diese Eigenschaft war ein impulsives Element in den Sitten der Imame der Ahlulbayt.

## Die Ernennung zum Imam
Kurz vor seinem Ableben ernannte Ali ibn Musa al-Ridha seinen Sohn zum Imam und damit zum Führer der Muslime nach ihm. Er deklarierte das Imamat seines Sohnes und machte ihn zu seinem Nachfolger (arab. Khalifah) und Testamentsvollstrecker. Viele Überlieferer haben die Ernennung von al-Dschawad zum Imam nach seinem Vater berichtet. Eine dieser unzähligen Berichte stammt von Muhammad al-Mahmuri, der über seinen Vater folgendes berichtet: „Einst stand ich bei Imam al-Ridha, möge der Frieden Allahs auf ihm sein, in Tūs (in Chorasan), als einer seiner Gefährten ihn fragte: ‚Wenn dir etwas zustößt, an wen sollen wir uns dann (in unseren Angelegenheiten) wenden?‘ Er fragte den Imam, wem sie Gefolgschaft leisten und ihn unterstützen sollen. Imam al-Ridha sagte: ‚Meinen Sohn Abu Ja’far (Muhammad al-Taqi).‘ Da Imam al-Dschawad noch ein Kind war, fragte der Mann: ‚Ich glaube er ist momentan noch zu jung dafür.‘ Imam al-Ridha antwortete: ‚Allah sandte Jesus, den Sohn der Maria, (als Propheten) obwohl er sogar noch jünger war als Abu Ja’far es sein wird, wenn er zum Imam nach mir wird.‘“

## Martyrium von Ali ibn Musa al-Ridha
Als die schmerzhafte Nachricht über das Martyrium von Imam Ali ibn Musa al-Ridha die Leute von Yathrib (Medina) erreichte, beeilten sie sich, um al-Dschawad den Trost auszusprechen. Dieser ist nun laut schiitischem Glauben, mit seinen sieben Jahren, zum Imam und damit zum Führer der Muslime in allen Angelegenheiten des Lebens geworden.
Die Menschen teilten mit ihm das Leid und die Schmerzen über den Tod seines Vaters. Viele Delegationen aus anderen Ländern kamen, um ihm ebenfalls den Trost auszusprechen.

## Imam al-Dschawad in der Zeit von al-Ma’mun
Imam al-Dschawad lebte die meiste seiner Lebenszeit unter der Herrschaft des Kalifen al-Ma’mun und er lebte nicht sehr lange nach ihm. Historiker berichten, dass Al-Ma’mun eine große und aufrichtige Liebe zu Muhammad al-Dschawad hatte. Daher verheiratete dieser ihn mit seiner Tochter, beschenkte ihn reichlich, sorgte sich sehr um ihn und verteidigte ihn. Andererseits wird angenommen, dass diese Liebe und diese Ehrung nicht aufgrund der Aufrichtigkeit gegenüber al-Dschawad war, sondern aufgrund von politischen Gründen.

## Erstes Treffen zwischen al-Ma’mun und al-Dschawad
Das erste Treffen zwischen al-Ma’mun und Abu Dscha’far al-Dschawad war in Bagdad, als eines Tages al-Ma’mun rausging, um das Jagen zu trainieren. Auf seinem Weg lief er an einigen Kindern vorbei, unter denen sich auch Muhammad al-Dschawad befand. Als die Kinder al-Ma’mun mit seinem Umzug sahen, rannten sie aus Angst vor ihm weg. Nur Imam al-Dschawad blieb. Als al-Ma’mun ihn sah, blieb er stehen und fragte ihn, weshalb er denn nicht auch davonrannte. Imam al-Dschawad antwortete weise: „ Der Weg ist nicht schmal, sodass ich ihn für dich frei machen müsste und ich habe keine Schuld, sodass ich dich fürchten müsste. Ich denke, dass du keinem schaden würdest, der keine Schuld hat.“
Al-Ma’mun war von dieser Antwort begeistert und fragte ihn: „Wie ist dein Name?“
Al-Dschawad antwortete: „Muhammad.“
Al-Ma’mun fragte: „Sohn von wem?“
„Sohn von Ali al-Ridha,“ entgegnete Imam al-Dschawad.
Al-Ma’mun fand diese außerordentliche Intelligenz nicht seltsam, da Muhammad (al-Dschawad) aus dem Hause des Propheten stammt, der Quelle der Botschaft (des Islam) und dem Zentrum des Wissens und des Sinns auf der Erde. Al-Ma’mun bat Allah darum, Imam al-Ridha gnädig zu sein, und führte seine Reise Richtung Wüste fort. Als er am Ort der Jagd ankam, ließ er einen Falken frei, den er bei sich hatte. Der Falke verschwand und nach einer geraumen Zeit, kam der Falke mit einem lebendigen Fisch in seinem Schnabel zurück. Al-Ma’mun war erstaunt und ging zurück zu seinem Palast. Er traf Muhammad al-Dschawad wieder und fragte ihn:
„Oh Muhammad, was ist dies in meiner Hand?“
Muhammad al-Dschawad antwortete: „Allah, der Erhabene und der Allmächtige, erschuf im Meer mit Seiner Kraft kleine Fische, die von den Falken der Könige und Herrscher gefischt werden, um mit ihnen die Nachkommenschaft des Propheten al-Mustafa (Prophet Mohammed) zu testen (befragen).“
Al-Ma’mun konnte seine Bewunderung nicht länger zurückhalten und sagte: „Wahrlich, du bist der Sohn von al-Ridha!“ Er nahm Imam al-Dschawad mit ihm, tat ihm Gutes und übertrieb in der Ehrung von al-Dschawad. Al-Dschawad fand schnell einen besonderen Platz neben dem Thron des Kalifen.

## Die Heirat mit der Tochter al-Ma'muns
Ungeachtet dessen, dass er noch im Kindesalter war, konnte der junge Muhammad al-Dschawad die Sympathie des damals herrschenden abbasidischen Kalifen al-Ma’mun, Sohn des Hārūn ar-Raschīd, für sich gewinnen. Al-Ma’mun war vor allem von der großen Tugend, die der junge Muhammad innehatte begeistert. So konnte Muhammad al-Taqi mit unglaublichem wissenschaftlichen und religiösem Wissen sowie Weisheit und ausgereiftem Verstand glänzen und ließ die Gelehrten seiner Zeit im wahrsten Sinne des Wortes alt aussehen.
Al-Ma’mun ließ, trotz der Kritik des Abbasidenstammes, Muhammad al-Taqi aufgrund seiner Zuneigung zu ihm mit seiner Tochter Umm al-Fadhl verheiraten. Grund ihrer Kritik war die Sorge, dass Muhammad ibn Ali al-Ridha aufgrund der Zuneigung, die er vom Kalifen genoss, und der Ehe zur Tochter des Kalifen, womöglich die Nachfolgerschaft und Herrschaft des Kalifen antreten würde. Ein Machtverlust war selbstredend nicht in ihrem Interesse.

## Sein Werdegang
Imam al-Dschawad gewann die Herzen der Menschen und war ein Meister in Themenbereichen des Qur’an, seiner Auslegung, in den religiösen Angelegenheiten aller Art, aber auch in naturwissenschaftlichen Bereichen wie die Chemie, Astronomie, Medizin, der Grammatik und der Sprache inklusive der Eloquenz etc.
Nachdem al-Dschawad im Alter von fünfzehn Jahren Umm ul-Fadhl heiratete, verließ er mit seiner Familie und seinen Verwandten Bagdad und machte sich auf den Weg nach Mekka, um dort die Hajj zu vollziehen. Die Abbassiden waren darüber erfreut, dass Imam al-Dschawad Bagdad verließ, da sie große Abneigung ihm gegenüber aufgrund seines hohen Wissensstandes und seiner Tugenden, die unter allen Leuten in Bagdad bekannt waren. Sie fürchteten, dass al-Ma’mun ihm womöglich das Kalifat übergeben würde. Imam al-Dschawad verließ Bagdad, um in Yahthrib zu leben und von den Verschwörungen der Abbasiden entfernt zu sein.
Als der Kalif al-Ma’mun verstarb, war Imam al-Dschawad gerade einmal 22 Jahre alt. Er wusste genau, dass diese Liebe seitens al-Ma’mun keine aufrichtige war, sondern nur politischen Zwecken diente, genauso wie auch al-Ma’mun Ali al-Ridha gegenüber Zuneigung zeigte, ihn jedoch laut einigen historischen Berichten dann vergiften ließ. So hatten die Anhänger von Ali ibn Abi Talib unter der Herrschaft al-Ma'muns eine schwere Zeit durchgemacht und wurden verfolgt.

## Sein Tod

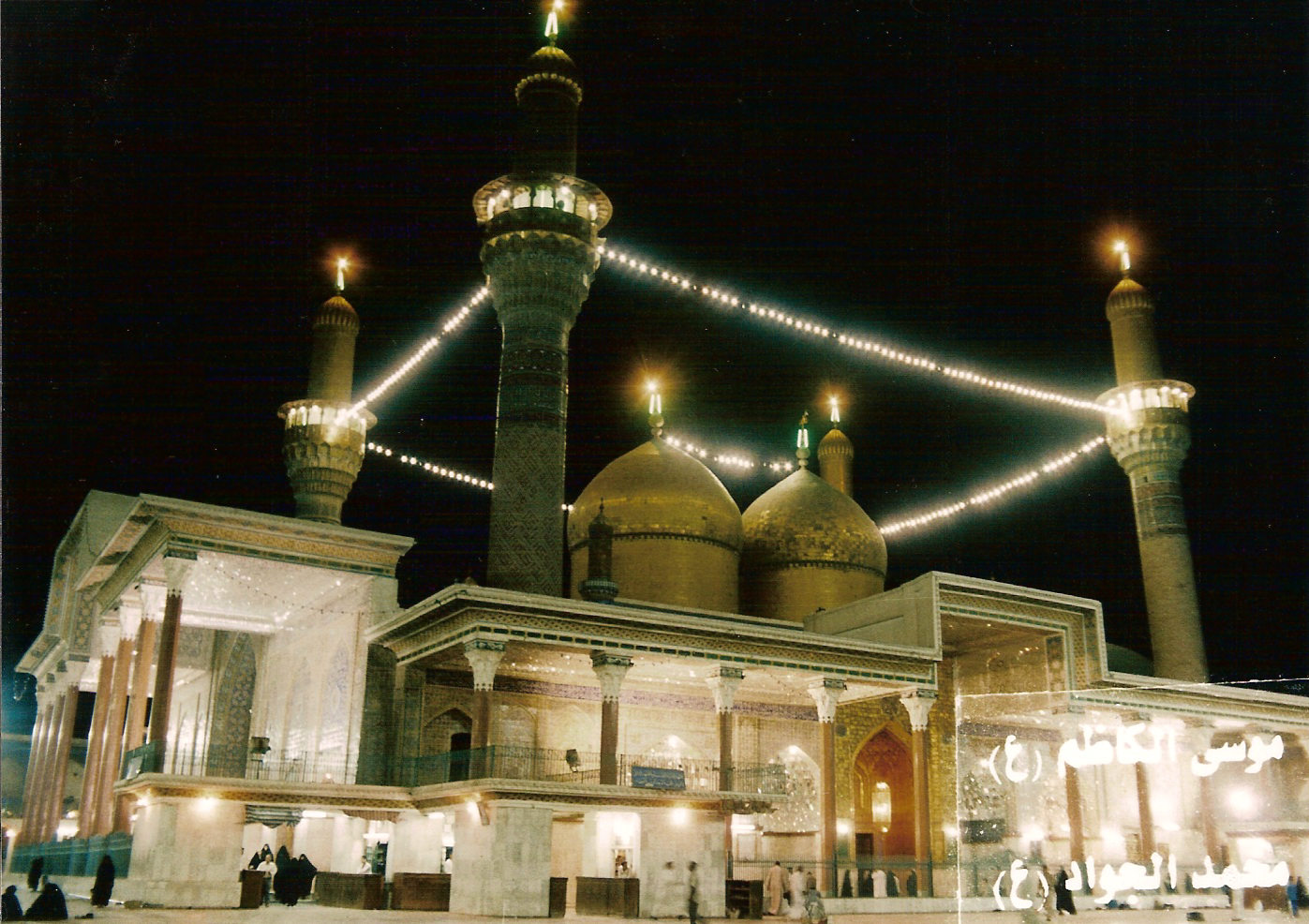
al-Kazimiyya-Moschee Bagdad

Als al-Mu’tassim, Bruder des Kalifen al-Ma’mun, die Nachfolgerschaft seines Bruders antrat, begegnete er al-Dschawad mit großer Abneigung. Al-Mu’tassim war kein Freund des Wissens und ebenso kein Freund von al-Dschawad Muhammad. Er ordnete den Imam an, nach Bagdad zu kommen. Muhammad al-Dschawad erreichte Bagdad im Monat Muharram, im Jahre 220 n.H.
Kaum in Bagdad angekommen, verpasste ihm al-Mu’tassim Hausarrest, um all seine Aktivitäten und Angelegenheiten zu erfahren. Er befahl seinen Leuten, ihn zu überwachen und er hinderte ihn daran, mit seinen Befolgern und jenen, die an sein Imamat glaubten, in Kontakt zu treten.
Imam Muhammad ibn Ali al-Dschawad starb im Jahre 835 n. Chr. den Märtyrertod. Berichten zufolge wurde er vergiftet. Er liegt zusammen mit seinem Großvater Imam Musa ibn Dscha'far al-Kadhim in al-Kazimiyya, einem Vorort des heutigen Bagdad, begraben.